# سرگذشت علم
سرگذشت علم کتابی از احمد بیرشک است که در سال ۱۳۳۳ منتشر و برندهٔ جایزه کتاب سال سلطنتی شد.